# Carlos Manuel
Carlos Manuel Gouveia Gonçalves (n. Maracay, Venezuela, 24 de noviembre de 1985), conocido deportivamente como Carlos Manuel, es futbolista venezolano. Juega de defensa y su actual equipo es el AD Camacha de la Tercera División de Portugal.

## Clubes
| Club          | País     | Año           |
| ------------- | -------- | ------------- |
| Nacional      | Portugal | 2004-2005     |
| Camacha       | Portugal | 2005-2010     |
| Uniao Madeira | Portugal | 2010-2017     |
| AD Camacha    | Portugal | 2017-presente |

## Palmarés
| Título     | Podio   | Equipo        | País     | Año     |
| ---------- | ------- | ------------- | -------- | ------- |
| II Divisao | Campeón | Uniao Madeira | Portugal | 2010/11 |

- Datos: Q8264045